# Knokke Off
Knokke Off, in Engelstalige landen ook beter bekend als High Tides, is een Vlaams fictionele tv-reeks die het leven volgt van een groep jonge twintigers die hun zomer doorbrengen in de Belgische kuststad Knokke. De reeks verweeft elementen van drama, liefde en relaties. De reeks bestaat uit twee seizoenen, die beide te bekijken zijn op VRT MAX (België). Het eerste seizoen is sinds 7 december 2023 beschikbaar op Netflix. 

## Rolverdeling
| Acteur                | Personage           | Aantal afleveringen | Aantal afleveringen | Aantal afleveringen | Aantal afleveringen |
| Acteur                | Personage           | S1                  | S2                  | S3                  | Tot.                |
| --------------------- | ------------------- | ------------------- | ------------------- | ------------------- | ------------------- |
| Pommelien Thijs       | Louise Basteyns     | 10                  | 8                   |                     | 18                  |
| Willem De Schryver    | Alexandre Vandael   | 10                  | 8                   |                     | 18                  |
| Eliyha Altena         | Daan Paroty         | 10                  | 8                   |                     | 18                  |
| Anna Drijver          | Melissa van Nishout | 10                  | 8                   |                     | 18                  |
| Ruth Becquart         | Eleonore Vandael    | 10                  | 8                   |                     | 18                  |
| Felicia Van Remoortel | Olivia Vandael      | 10                  | 7                   |                     | 17                  |
| Geert Van Rampelberg  | Patrick Vandael     | 9                   | 8                   |                     | 17                  |
| Ayana Doucouré        | Margaux             | 9                   | 8                   |                     | 17                  |
| Kes Bakker            | Matti               | 9                   | 8                   |                     | 17                  |
| Emma Moortgat         | Emilie Basteyns     | 8                   | 8                   |                     | 16                  |
| Jef Hellemans         | Victor              | 8                   | 7                   |                     | 15                  |
| Ini Massez            | Angelique Basteyns  | 8                   | 7                   |                     | 15                  |
| Pieter Genard         | Jan Basteyns        | 8                   | 7                   |                     | 15                  |
| Manouk Pluis          | Anouk               | 8                   | 6                   |                     | 14                  |
| Jasmine Sendar        | Christine Verduyn   | 5                   | 6                   |                     | 11                  |
| Gene Bervoets         | Jacques Peeters     | 10                  |                     |                     | 10                  |
| Caroline Stas         | Claudia             | 10                  |                     |                     | 10                  |
| Aimé Claeys           | Thomas Peeters      |                     | 8                   |                     | 8                   |
| Viviane De Muynck     | Jacqueline Vandael  |                     | 8                   |                     | 8                   |
| Pierre Gervais        | Charles             | 3                   | 4                   |                     | 7                   |
| Tristan Versteven     | Paul                | 3                   | 2                   |                     | 5                   |
| Dries Vanhegen        | John                |                     | 5                   |                     | 5                   |
| Blaise Afonso         | Jean-Jacques        |                     | 4                   |                     | 4                   |
| Laurent Van Wetter    | Albert              |                     | 3                   |                     | 3                   |
| Hélène Theunissen     | Marie-Ange          |                     | 3                   |                     | 3                   |
| Mirthe Tavernier      | Suzanne             |                     | 2                   |                     | 2                   |
| Anne Somers           | Eline Maenhout      |                     | 2                   |                     | 2                   |
| Korneel Blomme        | Tim                 |                     | 2                   |                     | 2                   |
| Bartel Verlinde       | Jeroen              |                     | 2                   |                     | 2                   |
| Karel Vingerhoets     | Maurice             |                     | 1                   |                     | 1                   |
| Tom De Beckker        | Mike                |                     | 1                   |                     | 1                   |
| Hannes Reckelbus      | Jason               |                     | 1                   |                     | 1                   |

## Afleveringen

### Seizoen 1
| Nr. | Aflevering                    | Eerste verschijning in België (VRT MAX) | Wereldwijd beschikbaar (Netflix) | Duur    |
| --- | ----------------------------- | --------------------------------------- | -------------------------------- | ------- |
| 1   | Welcome to Knokke, bitch!     | 12 mei 2023                             | 7 december 2023                  | 35 min. |
| 2   | Wil je ook eens proeven?      | 12 mei 2023                             | 7 december 2023                  | 35 min. |
| 3   | Wie bij de hond slaapt        | 12 mei 2023                             | 7 december 2023                  | 33 min. |
| 4   | Ik heb een fucking goed idee! | 19 mei 2023                             | 7 december 2023                  | 33 min. |
| 5   | Home sweet home               | 19 mei 2023                             | 7 december 2023                  | 34 min. |
| 6   | Ik ruik naar seks             | 2 juni 2023                             | 7 december 2023                  | 34 min. |
| 7   | The big bad wolf              | 9 juni 2023                             | 7 december 2023                  | 37 min. |
| 8   | Da's tenminste een brave      | 16 juni 2023                            | 7 december 2023                  | 35 min. |
| 9   | Ze weten het                  | 23 juni 2023                            | 7 december 2023                  | 34 min. |
| 10  | Op de liefde?                 | 30 juni 2023                            | 7 december 2023                  | 31 min. |

### Seizoen 2
| Nr. | Aflevering                 | Eerste verschijning in België (VRT MAX) | Wereldwijd beschikbaar (Netflix) | Duur    |
| --- | -------------------------- | --------------------------------------- | -------------------------------- | ------- |
| 1   | Welkom terug, klootzak     | 6 december 2024                         | 31 januari 2025                  | 32 min. |
| 2   | Ik word geleefd            | 13 december 2024                        | 31 januari 2025                  | 34 min. |
| 3   | Bipolar bear               | 20 december 2024                        | 31 januari 2025                  | 29 min. |
| 4   | 't is niet wat ge denkt    | 27 december 2024                        | 31 januari 2025                  | 34 min. |
| 5   | Dubbel gemengd             | 3 januari 2025                          | 31 januari 2025                  | 35 min. |
| 6   | We zijn allemaal fucked up | 10 januari 2025                         | 31 januari 2025                  | 32 min. |
| 7   | Knokke boy                 | 17 januari 2025                         | 31 januari 2025                  | 33 min. |
| 8   | Het ligt niet aan ons      | 24 januari 2025                         | 31 januari 2025                  | 33 min. |

## Productie
Knokke Off is een gezamenlijke productie van Dingie, VRT en Netflix, in samenwerking met Dutch FilmWorks en ondersteuning van Screen Flanders, de gemeente Knokke-Heist en de Tax Shelter.
De opnames van het tweede seizoen, Knokke Off 2, zijn in april 2024 van start gegaan. Op 30 november 2024 ging het tweede seizoen in avant-première met de eerste twee afleveringen in het Grand Casino in Knokke. Op 6 december 2024 verscheen de eerste aflevering op online streamingplatform VRT MAX. Nadien kwam het volledige seizoen op 31 januari 2025 wereldwijd ter beschikking op Netflix.
Op 4 februari 2025 werd een derde seizoen van de reeks aangekondigd. Knokke Off 3 ging in maart 2025 in productie. De voltallige cast neemt hun vertrouwde rollen op. Onder meer Nola Elvis Kemper, Daan Schuurmans en Luk Wyns, eveneens scenarist van de serie, zullen opduiken in het derde seizoen.

## Prijzen
| Jaar | Prijs           | Categorie                                                       | Resultaat   |
| ---- | --------------- | --------------------------------------------------------------- | ----------- |
| 2023 | Humo's Pop Poll | Beste serie (nationaal)                                         | Gewonnen    |
| 2023 | Humo's Pop Poll | Beste actrice (nationaal) – Pommelien Thijs                     | Gewonnen    |
| 2023 | Humo's Pop Poll | Beste acteur (nationaal) – Willem De Schryver                   | Genomineerd |
| 2023 | De Kastaars!    | Beste fictiereeks                                               | Gewonnen    |
| 2023 | De Ensors       | Beste Scenario Fictie-Serie – Luk Wyns, Nele Vandael            | Genomineerd |
| 2023 | De Ensors       | Beste Make-up – Labhise Allara Mandango Ciratu                  | Genomineerd |
| 2023 | De Ensors       | Beste Regie Fictie-Serie – Tom Goris                            | Genomineerd |
| 2023 | De Ensors       | Beste D.O.P. – Pieter Van Alphen, Tom Bonroy                    | Genomineerd |
| 2023 | De Ensors       | Beste Acteerprestatie Hoofdrol - Fictie-Serie – Pommelien Thijs | Genomineerd |
| 2023 | De Ensors       | Beste Fictie - Serie                                            | Genomineerd |